# Lingua garawa
     Nyulnyulan
     Bunaban
     Wororan
     Djeragan
     Djamindjungan
     Daly
     Laragiya
     Tiwi
     Limilngan
     Umbugarla
     Giimbiyu
     Yiwaidjan
     Gunwinyguan
     Barkly occidentale
     Garawa, alcune lingue tankiche e lingue pama-nyunga
     Pama-Nyunga e alcune lingue tankiche

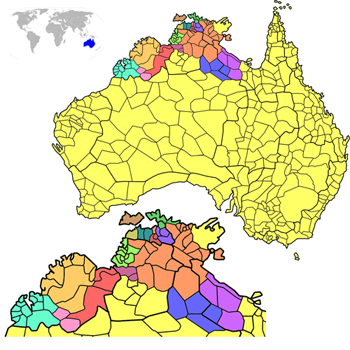
Mappa linguistica dove a colori diversi corrispondono diverse famiglie linguistiche. Da ovest a est:
Nyulnyulan
Bunaban
Wororan
Djeragan
Djamindjungan
Daly
Laragiya
Tiwi
Limilngan
Umbugarla
Giimbiyu
Yiwaidjan
Gunwinyguan
Barkly occidentale
Garawa, alcune lingue tankiche e lingue pama-nyunga
Pama-Nyunga e alcune lingue tankiche

La lingua Garawa (o Garrwa, Gaarwa, Karawa, Leearrawa) è una lingua recentemente estinta dell'Australia settentrionale.

## Classificazione
Il Garawa può essere la lingua settentrionale più vicina alle lingue pama-nyunga. Un dialetto, lo Wanji o Waanyi, è così diverso da essere a volte considerato una lingua distinta. Sulla base di queste considerazioni, nel 2012 il codice ISO 639-3 gbc è stato ritirato, e sostituito da due nuovi codici separati:
- wrk per la lingua garawa (diventata Garrwa nella nomenclatura ufficiale ISO 639-3)[2]
- wny per la lingua wanyi[3]

## Fonologia

### Vocali
|       | Anteriori | Posteriori |
| ----- | --------- | ---------- |
| Alte  | i         | u          |
| Basse | a         | a          |

### Consonanti
|            | periferiche | periferiche   | periferiche | laminari  | apicali     | apicali |
| bilabiali  | velari      | palato-velari | palatali    | alveolari | retroflesse |         |
| ---------- | ----------- | ------------- | ----------- | --------- | ----------- | ------- |
| occlusive  | p           | k             | k̟           | c         | t           | ʈ       |
| nasali     | m           | ŋ             | ŋ̟           | ɲ         | n           | ɳ       |
| laterali   |             |               |             | ʎ         | l           | ɭ       |
| rotiche    |             |               |             |           | r           | ɻ       |
| Semivocale | w           | w             |             | j         |             |         |